# Lyssomanes remotus
Lyssomanes remotus är en spindelart som beskrevs av George William Peckham och Elizabeth Maria Gifford Peckham 1896. Lyssomanes remotus ingår i släktet Lyssomanes och familjen hoppspindlar. Inga underarter finns listade i Catalogue of Life.